# Силы сторон в первом сражении при Булл-Ран
21 июля 1861 года в Первом сражении при Булл-Ран участвовало примерно 60 000 человек с обеих сторон, из которых непосредственно было задействовано примерно 36 000 человек.

## Армия Союза
Армия Северо-Восточной Виргинии состояла из пяти дивизий под общим командованием бригадного генерала Ирвина Макдауэлла. Большинство историков сходится на мнении, что армия Макдауэлла насчитывала 35 000 человек, из которых в бою было задействовано 18 000.
Первая дивизия Даниэля Тайлера
- бригада полковника Эразмуса Киза
  - 1-й Коннектикутский пехотный полк подполковника Джона Спейдела
  - 2-й Коннектикутский пехотный полк полковника Альфреда Терри
  - 3-й Коннектикутский пехотный полк полковника Джона Чэтфилда
  - 2-й Мэнский полк пехотный полковника Чарльза Джеймсона
- бригада бригадира Роберта Шенка
  - 2-й Нью-Йоркский пехотный полк ополчения полковника Джорджа Томпкинса
  - 1-й Огайский полк полковника Александра МакКука[англ.]
  - 2-й Огайский полк подполковника Родни Мэйсона
  - 1-й артиллерийский регулярный полк, рота G лейтенанта Питера Хэйнса
  - 2-й артиллерийский регулярный полк, рота E капитана Джеймса Карлайла
- бригада полковника Уильяма Шермана
  - 13-й Нью-Йоркский пехотный полк полковника Исаака Квинби[англ.]
  - 69-й Нью-Йоркский пехотный полк ополчения полковника Майкла Коркорана
  - 79-й Нью-Йоркский пехотный полк полковника Джеймса Кэмерона[англ.] †
  - 2-й Висконсинский полк, подполковник Генри Пека
  - 3-й артиллерийский регулярный полк, рота Е капитана Ромейна Эйрса
- бригада полковника Исраэля Ричардсона
  - 1-й Массачусетский пехотный полк полковника Роберта Каудина[англ.]
  - 2-й Мичиганский пехотный полк майора Адольфуса Уильямса
  - 3-й Мичиганский пехотный полк полковника Даниеля МакКонелла
  - 12-й Нью-йоркский полк полковника Эзры Уалрата
  - 1-й артиллерийский регулярный полк, рота G лейтенанта Джона Эдвардса
  - 2-й артиллерийский регулярный полк, рота M капитана Генри Ханта

Вторая дивизия Дэвида Хантера
- бригада полковника Эндрю Портера
  - 8-й Нью-йоркский полк (ополчение) полковника Джорджа Лайонса
  - 14-й Нью-Йоркский полк (ополчение) полковника Алфреда Вуда
  - 27-й Нью-Йоркский пехотный полк полковника Генри Слокама, майора Джозефа Бартлетта
  - Батальон регулярной армии (8 рот) майора Джорджа Сайкса
  - Батальон морской пехоты регулярной армии майора Джозефа Рейнольдса
  - Кавалерийский регулярный батальон (7 рот) майора Инниса Палмера
  - 5-й артиллерийский регулярный полк, рота D капитана Чарльза Гриффина
- бригада полковника Эмброуза Бернсайда
  - 2-й Нью-гемпширский пехотный полковника Джилмана Марстона
  - 71-й Нью-Йоркский полк ополчения полковника Генри Мартина
  - 1-й Род-Айлендский полк майора Джозефа Бэлча
  - 2-й Род-Айлендский пехотный полк полковника Джона Слокама †; Подполковника Фрэнка Уитона
  - 2-я Род-Айлендская артиллерийская батарея капитана Уильяма Рейнольдса

Третья дивизия Самуэля Хейнцельмана
- бригада Уильяма Франклина
  - 5-й Массачусетский пехотный полк полковника Самуэль Лоуренс[англ.]
  - 11-й Массачусетский пехотный полк полковника Джорджа Кларка
  - 1-й Миннесотский пехотный полк полковника Уиллиса Гормана
  - 4-й Пенсильванский пехотный полк полковника Джона Харткрафта (полк покинул армию до начала сражения)
  - 1-й артиллерийский регулярный полк, рота I капитана Джеймса Рикетса, кп. Эдмунда Кирби
- бригада Орландо Уилкокса
  - 1-й Мичиганский пехотный полк майора Алонцо Бидвелла
  - 4-й Мичиганский пехотный полк полковника Дуайта Вудбери
  - 11-й Нью-Йоркский пехотный полк (Ellsworth’s Zouaves) подполковника Ноа Фэрнхэма
  - 38-й Нью-Йоркский пехотный полк полковника Хобарта Варда
  - 2-й регулярный артиллерийский полк, рота D капитана Ричарда Арнольда
- бригада Оливера Ховарда
  - 3-й Мэнский пехотный полк майора Генри Степлса
  - 4-й Мэнский пехотный полк плк. Хайрем Берри
  - 5-й Мэнский пехотный полк полковника Марка Даннелла
  - 2-й Вермонтский полк полковника Генри Уайтинга

Четвертая дивизия Теодора Раньона (не делилась на бригады)
- 1-й полк Нью-Джерсийского ополчения Адольфуса Джонсона
- 2-й полк Нью-Джерсийского ополчения Генри Бейкера
- 3-й полк Нью-Джерсийского ополчения Уильяма Нептона
- 4-й полк Нью-Джерсийского ополчения Мэтью Миллера
- 1-й Нью-Джерсийский пехотный полк Уильяма Монтгомери
- 2-й Нью-Джерсийский пехотный полк Джорджа МакЛина
- 3-й Нью-Джерсийский пехотный полк Джорджа Тейлора
- 41-й Нью-Йоркский пехотный полк Леопольда фон Гильза

Пятая дивизия Диксона Майлза
- бригада Луиса Бленкера
  - 8-й Нью-Йоркский пехотный полк подп. Джулиуса Стахела[англ.]
  - 29-й Нью-Йоркский пехотный полк полковника Адольфа фон Штайнвера
  - 39-й Нью-Йоркский пехотный полк полковника Фредерика Д’Утасси
  - 27-й Пенсильванский пехотный полк полковника Макса Эпштейна
  - 2-й артиллерийский регулярный полк, рота А капитана Джона Тидбала
  - Бруклинская батарея капитана Чарльза Бруквуда
- бригада Томаса Дэвиса[англ.]
  - 16-й Нью-Йоркский пехотный полк подполковника Самуэля Марша
  - 18-й Нью-Йоркский пехотный полк подполковника Уильяма Джексона
  - 31-й Нью-Йоркский пехотный полк полковника Кельвина Пратта
  - 32-й Нью-Йоркский пехотный полк полковника Родерика Метесона
  - 2-я артиллерийская батарея, рота G: лейтенанта Оливер Грин

## Армия Конфедерации
Силы Конфедерации состояли из Потомакской армии Борегара и армии Шенандоа генерала Джозефа Джонстона под общим командованием Джонстона.

### Потомакская армия
Потомакская армия насчитывала примерно 22 000 человек.
- Главнокомандующий — Пьер Борегар
- Начальник штаба — Томас Джордан
- Главный инженер — Томас Уильямсон
- Старший сигнальщик - Эдвард Александр
- Первая бригада Милледжа Бонэма
  - 21-й Северокаролинский пехотный полк Уильяма Киркланда
  - 2-й Южнокаролинский пехотный полк Джозефа Кершоу
  - 3-й Южнокаролинский пехотный полк Джеймса Уильямса
  - 7-й Южнокаролинский пехотный полк Томаса Бэкона
  - 8-й Южнокаролинский пехотный полк Эллерби Кэша
  - 8-й Луизианский пехотный полк Генри Келли
  - Кавалерийский эскадрон Уильямса Уикхэма
  - 30-й Вирджинский кавполк (роты С и G)
  - Кавалерийский эскадрон Томаса Манфорда
- Вторая бригада Ричарда Юэлла
  - 5-й Алабамский пехотный полк Роберта Родса
  - 6-й Алабамский пехотный полк Джона Сейбелса
  - 6-й Луизианский пехотный полк Исаака Сеймура
  - артиллерийская рота Томаса Россера
  - Кавалерийский батальон Уильяма Дженнифера
- Третья бригада Дэвида Джонса
  - 17-й Миссисипский пехотный полк Уинфилда Фетерстона
  - 18-й Миссисипский пехотный полк Эрасмуса Бёрта
  - 5-й Южнокаролинский пехотный полк Мики Дженкинса
  - Рота Н 30-го вирджинского кавполка (Джоэл Флуд)
  - Артиллерийская рота Меррита Миллера
- Четвёртая бригада Джеймса Лонгстрита
  - 5-й Северокаролинский пехотный полк Джозефа Джонса
  - 1-й Вирджинский пехотный полк майора Фредерика Скиннера (принял командование после того, как полковник Патрик Мур был ранен в сражении при Блэкбернс-Форд)
  - 11-й Вирджинский пехотный полк Сэмюэля Гарланда
  - 17-й Вирджинский пехотный полк Монтгомери Корсе
  - Эскадрон техасских рейнджеров
  - Роте Е 30-го вирджинского кавполка
- Пятая бригада Филипа Кока
  - 8-й Вирджинский пехотный полк Эппы Хантона
  - 18-й Вирджинский пехотный полк Роберта Уайтерса
  - 19-й Вирджинский пехотный полк Джона Стренджа
  - 28-й Вирджинский пехотный полк Роберта Престона
  - 49-й Вирджинский пехотный полк Уильяма Смита
  - Батальон Френсиса Шаффера
- Шестая бригада Джубала Эрли
  - 7-й Луизианский пехотный полк Гарри Хайса
  - 13-й Миссиссипский пехотный полк Уильяма Барксдейла
  - 7-й вирджинский полк Джеймса Кемпера
  - 24-й вирджинский полк Петера Хэирстона
  - Кавалерийский эскадрон Джона Скотта
- Седьмая бригада Натана Эванса
  - 1-й луизианский батальон Читема Уита («Луизианские тигры»)
  - 4-й Южнокаролинский пехотный полк Джона Слоана
  - роты А и I 30-го вирджинского кавполка (кп. Уильям Терри)
- Резервная бригада Теофилиуса Холмса
  - 1-й Арканзасский пехотный полк полковника Джеймса Фэйгана
  - 2-й Теннессийский пехотный полк полковника Уильяма Бейта
  - Батарея Пёрселла, капитан Линдси Уокер[англ.]
- Отдельно: Легион Хэмптона под командованием полковника Уэйда Хэмптона

### Армия Шенандоа
Армия Шенандоа насчитывала примерно 12 000 человек.
- Главнокомандующий — Джозеф Джонстон
- Шеф артиллерии — Уильям Пендлетон
- Главный инженер — Уильям Уайтинг
- Первая бригада бг. Томаса Джексона
  - 2-й Вирджинский пехотный полк пк. Джеймса Аллена
  - 4-й Вирджинский пехотный полк пк. Джеймса Престона
  - 5-й Вирджинский пехотный полк пк. Кентона Харпера
  - 27-й Вирджинский пехотный полк подп. Джона Эхолса
  - 33-й Вирджинский пехотный полк пк. Артур Каммингс
  - Рокбриджская артиллерия лейт. Джона Брокенбро
- Вторая бригада Френсиса Бэртоу[англ.] †
  - 7-й Джорджианский полк пк. Люциуса Картрелла
  - 8-й Джорджианский полк подп. Уильяма Гарднера
  - артиллерия лейт. Джона Пелхэма
- Третья бригада Бернарда Би † (после его гибели командовал Стейт Джист)
  - 4-й Алабамский пехотный полк пк. Эгберта Джонса †
  - 2-й Миссисипский пехотный полк, полк. Уильямя Фалкнера (остался на станции Пьедмонт)
  - 11-й Миссисипский полк роты А, К, подп. Филипа Лиддела (остался на станции Пьедмонт)
  - 6-й Северокаролинский пехотный полк пк. Чарльз Фишер[англ.] †
  - Стаутонская артиллерия капитана Джона Имбодена
- Четвёртая бригада Арнольда Элзи (Некоторое время командовал Эдмунд Кирби Смит)
  - 1-й Мэрилендский батальон полк. Арнольда Элзи, подп. Джордж Стюарт
  - 3-й Теннесийский полк пк. Джона Вогна
  - 10-й Вирджинский пехотный полк пк. Саймона Гиббонса
  - Калпеперская артиллерия лейтенанта Роберта Бэкхама
- 1-й Вирджинский кавалерийский полк Джеба Стюарта